# Érard II d'Aulnay
Érard II d'Aulnay est seigneur d'Aulnay au milieu du XIIIe siècle. Il est le fils d'Odard d'Aulnay, seigneur d'Aulnay et maréchal de Champagne.

## Biographie
Il devient seigneur d'Aulnay vers 1235 à la mort de son père Odard d'Aulnay.
Certains historiens affirment qu'il a également été maréchal de Champagne à la suite de son père, mais il s'agit probablement d'une erreur ou d'un titre honorifique.
Vers 1222, il épouse Agnès de Bazoches, veuve de Raoul de Grandpré, seigneur de Château-Porcien. À la mort de ce dernier, ses enfants sont encore mineurs aussi c'est Érard qui leur sert de tuteur et qui est régent de Château-Porcien.

## Mariage et enfants
Il épouse vers 1222 Agnès de Bazoches, fille de Nicolas Ier de Bazoches, seigneur de Bazoches, et d'Agnès de Chérisy, veuve de Raoul de Grandpré, seigneur de Château-Porcien, dont il a plusieurs enfants :
- au moins deux fils, dont les noms sont inconnus[1].